# 湖南杜鹃
湖南杜鹃（学名：[Rhododendron hunanense] 错误：{{Lang}}：文本有斜体标记（帮助））为杜鹃花科杜鹃花属下的一个种。

## 扩展阅读
- 維基物種上的相關：湖南杜鹃